# ポール・ラドニック
ポール・ラドニック（Paul M. Rudnick, 1957年12月29日 - ）は、アメリカ合衆国の劇作家・脚本家・小説家。
劇作家としての代表作には『くたばれハムレット』（I Hate Hamlet), 『ジェフリー』（Jeffrey), The Most Fabulous Story Ever Told, Valhalla, The New Century などがある。

## 人物
ニュージャージー州ピスカタウェイ育ち。ゲイであることを公表しており、Libby Gelman-Waxnerという変名でPremiere誌に寄稿もしている。

## 小説家として
彼の小説には、イーヴリン・ウォーの初期作品、特にVile Bodiesを思わせるようなゲイを題材にしたコメディ『あそぶが勝ちよ』 （Social Disease、1986年）や、アメリカ合衆国におけるユダヤ人の生活を描いた『これいただくわ』（I'll Take It、1990年)、そして Extasy Club（1997年)がある。

## 主な映画作品
| 公開年 | 作品名                                          | 仕事内容   |
| ------ | ----------------------------------------------- | ---------- |
| 1993   | アダムス・ファミリー2 Addams Family Values      | 脚本       |
| 1995   | ジェフリー! Jeffrey                             | 原作・脚本 |
| 1995   | セルロイド・クローゼット The Celluloid Closet   | 出演       |
| 1996   | ファースト・ワイフ・クラブ The First Wives Club | 脚本       |
| 1997   | イン&アウト In & Out                            | 脚本       |
| 2000   | イズント・シー・グレート Isn't She Great        | 脚本       |
| 2003   | マーシーX フレンズ以上、恋人未満!? Marci X      | 脚本       |
| 2004   | ステップフォード・ワイフ 'The Stepford Wives    | 脚本       |

## 翻訳された著書

### 小説
- これいただくわ 小川高義訳 白水社,1990.7（新しいアメリカの小説） - のち、白水Uブックス
- あそぶが勝ちよ 松岡和子訳 白水社,1991.3（新しいアメリカの小説） - のち、白水Uブックス

### 戯曲
- くたばれハムレット 松岡和子訳 白水社, 1992.11
- ジェフリー 青井陽治訳 劇書房,1995.1

## その他
1992年公開のコメディ映画『天使にラブソングを…』で脚本担当としてクレジットされているジョゼフ・ハワードの名は、ポールの偽名として載せられたものある。
彼は『殺人を目撃した歌手が修道院に匿われる』というプロットを思いつき、企画も好感触を得たため主演に歌手のベット・ミドラーを起用することを前提として脚本を書き進めていたが、企画が実現間近になる段階でミドラーが心変わりし企画から離れてしまう。その後、ウーピー・ゴールドバークが脚本の内容に興味を示したことで新たに企画が再開されたものの、度重なる脚本の修正により肝心の内容が当初構想していたものからは大きくかけ離れていった。こうした経緯からポールは制作から離れ、多くの脚本家の手が加わったことも理由に挙げて自身の名をクレジットすることを拒否していたが、制作側の説得により偽名にすることを条件としてクレジットを許可した。制作に関わっていない、続編『2』においてもキャラクター制作者としてこの名前でクレジットされている。